# 千鳥運河

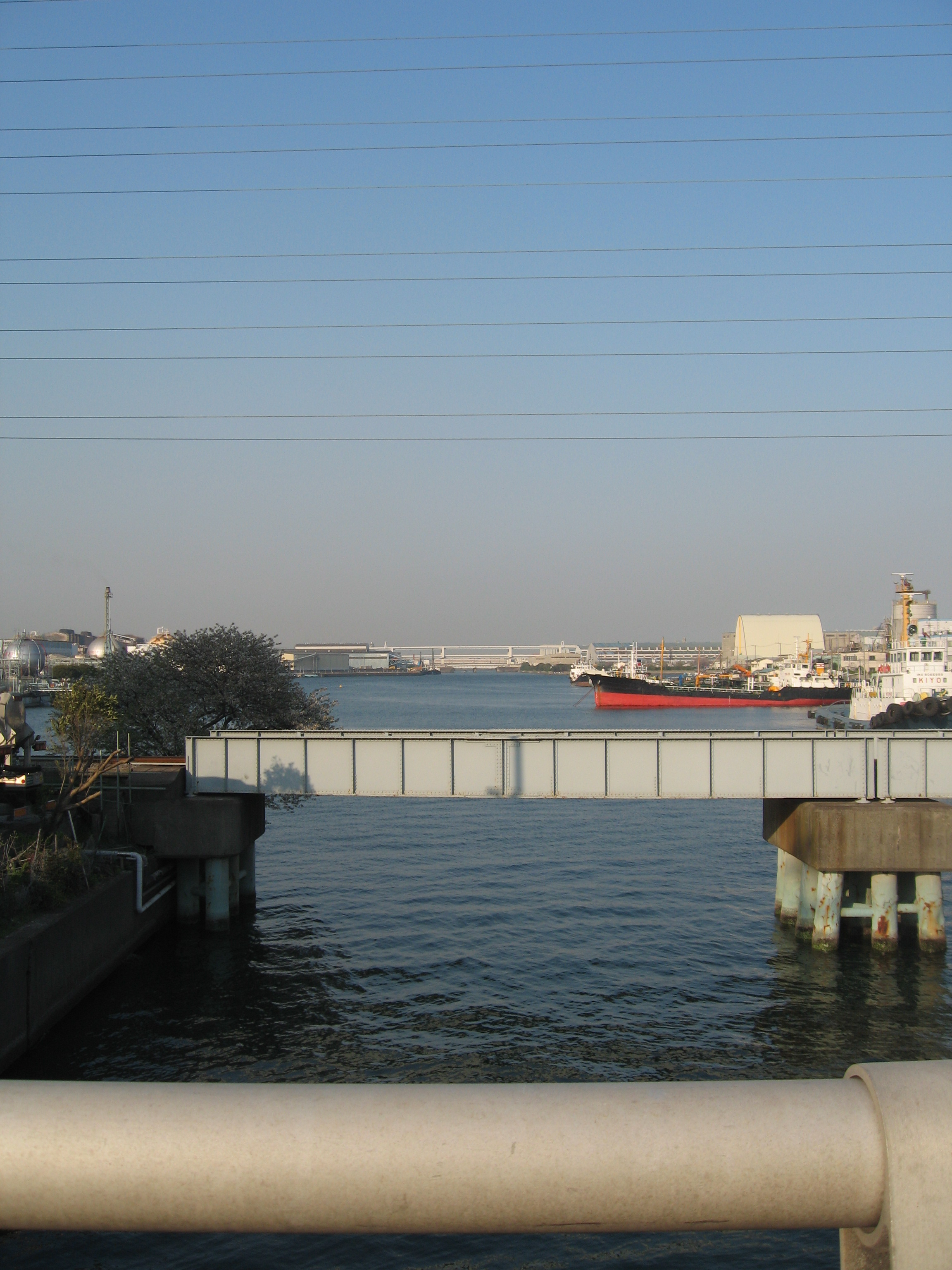
千鳥橋から千鳥運河を臨む。2007年3月29日撮影。

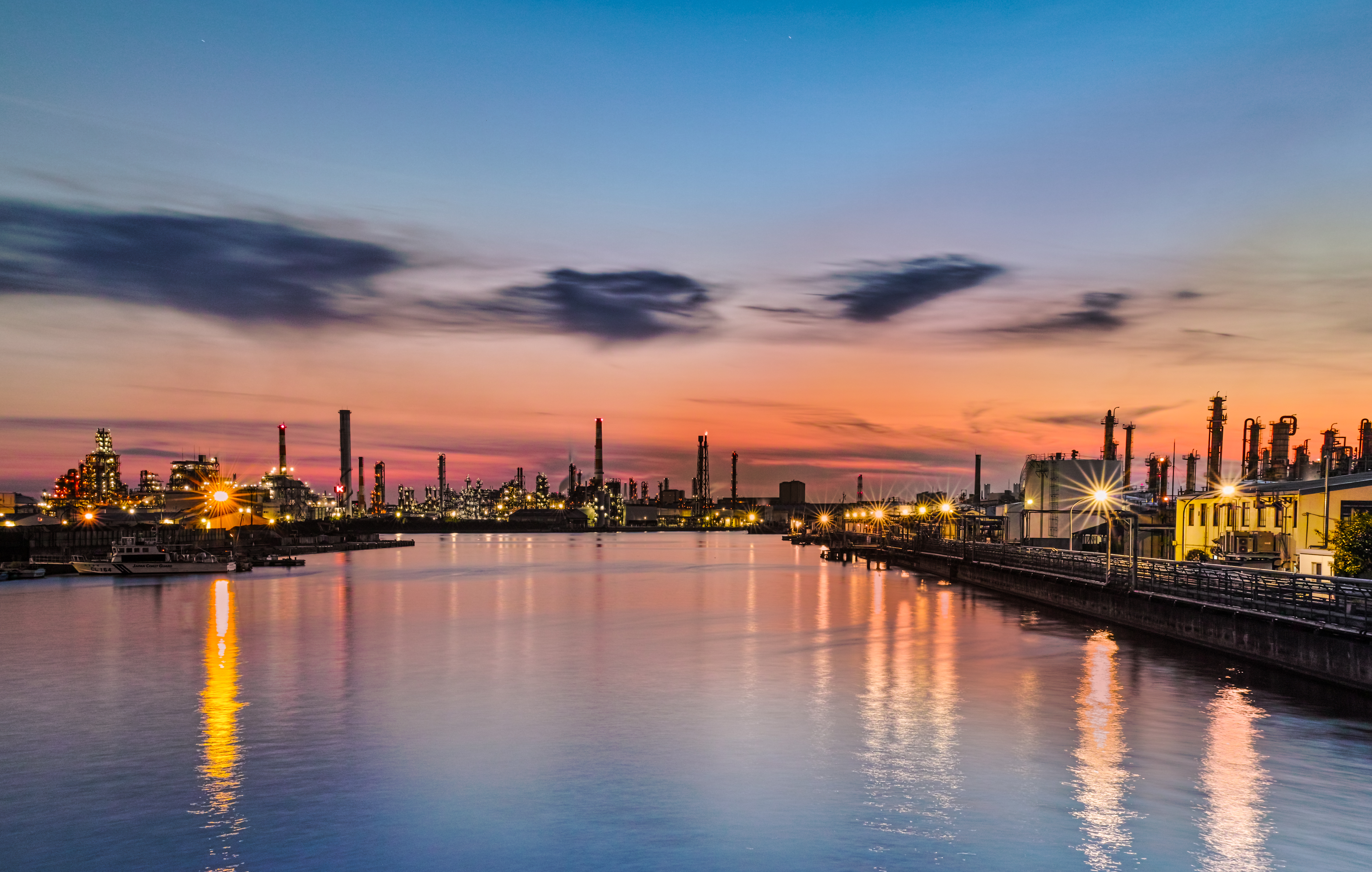
千鳥橋から南西方面の夕暮れ。2013年2月4日、18:10撮影。

千鳥運河（ちどりうんが）は、神奈川県川崎市川崎区に存在する運河。京浜工業地帯である川崎区南側の埋立地を通っている。

## 地理

### 隣接している区画・運河

#### 区画
- 夜光
- 千鳥町

#### 運河・川
- 多摩運河
- 水江運河
- 塩浜運河
- 大師運河

多摩運河・大師運河、水江運河・塩浜運河とはそれぞれ千鳥運河の東西端で隣接している。

## 運河データ
- 起点:千鳥町の北西岸
- 終点:千鳥町の北東岸
- 長さ:1120メートル[1]
- 幅:130～150メートル[1]
- 水深:2～4メートル[1]

## 命名由来
隣接する区画「千鳥町」に由来する。